# Pojken som kunde trolla
Pojken som kunde trolla (japanska: 少年猿飛佐助, Shōnen sarutobi sasuke) är en japansk animerad film från 1959 i regi av Akira Daikubara och Taiji Yabushita. Manus till filmen skrevs av Dohei Muramatsu. Den sagoinfluerade filmen om en pojke, en häxa och magiska krafter var en av de tre första animerade långfilmerna från Japan som fick USA-premiär.

## Handling
Filmen handlar om pojken Sasuke vars vänner dödas av en häxa. Tillsammans med flera djur letar han då upp en trollkarl för att få magiska krafter och besegra häxan. Med sig på sin farofyllda färd har han en apa, en björn och en ekorre.

## Stil
Filmen har stilgrepp och inslag som inspirerats av västernfilm, Bambi och karatefilmer.

## Produktion och betydelse
Filmen produceras av Toei, Japans största och mest framgångsrika filmbolag vid den här tiden. Den var en av de tre japanska animerade filmer som introducerade japansk animation på USA:s biodukar. Vid premiären juni 1961 fick den titeln Magic Boy. Månaden efter nådde både 1958 års Hakujaden ('Legenden om den vita ormen', engelska: Panda and the Magic Serpent) (Japans första animerade långfilm i färg) och 1960 års Saiyūki (engelska: Alakazam the Great, baserad på Färden till Västern). I alla tre produktioner var Taiji Yabushita inblandad som regissör.
Filmen visades 2014 på Cinemateket i Stockholm, Göteborg och Malmö, i samarbete med Japanska ambassaden i Sverige och under den svenska titeln Pojken som kunde trolla. Det som visades var dock en engelsk dubb med svensk textning.